# Josselin Maingard
 (juin 2022).
Pour les articles homonymes, voir Maingard.
Josselin-Jean, comte Maingard est un militaire français, né le 11 juin 1759 et mort le 18 mars 1832. Il est le fondateur du collège de Bourbon de Saint-Denis de La Réunion.

## Biographie
D'une famille de Saint-Malo, Josselin Maingard est né sur l'Isle de France (Île Maurice) en 1759, fils de Josselin Julien Hubert Alexandre, comte Maingard (1719-1784), officier de marine, capitaine de port, et de son épouse Laurence Loüisson de Bassemaison (171516 novembre 1760), et petit-fils paternel de Joseph, comte Maingard, et de son épouse Norberte Le Reculoux. Il choisit comme ses ancêtres la profession des armes.
Il fait ses études en France au collège Mazarin. Le 28 septembre 1777, il est élevé au grade de lieutenant par un brevet du Roi. Il fait ses premières armes sous les ordres du capitaine de Vaisseau Bailli de Suffren. Il participe aussi à la prise de Trinquemalay.
Le 31 octobre 1786, il épouse Marie Antoinette Julie de Barry, née à Port-Louis le 6 décembre 1765 à l'église de Pamplemousses et morte en 1850, fille de Balthazar de Barry (29 juillet 1737 - 17 janvier 1810) et de sa femme (27 janvier 1763) 
Marie Madeleine de la Roche du Ronzet (12 février 1750 - 15 février 1830) et petite-fille maternelle de Claude de la Roche du Ronzet et de sa femme Jeanne Françoise Duplessis. Ils ont ensemble sept enfants : Étienne, Virginie, Paul Marcelin, Claudine, Alexis, Jules et Joseph Maignard.

### Colonel d'artillerie
Promu commandant le 30 novembre 1810, il défend l'Isle de France contre les vaisseaux anglais, Finalement, la colonie tombe aux mains des Britanniques.
Le 29 mai 1813, il est nommé sous-directeur d'artillerie à Cherbourg. La même année, il reçoit la croix d'honneur et est fait chevalier de Saint-Louis.

### Pédagogue

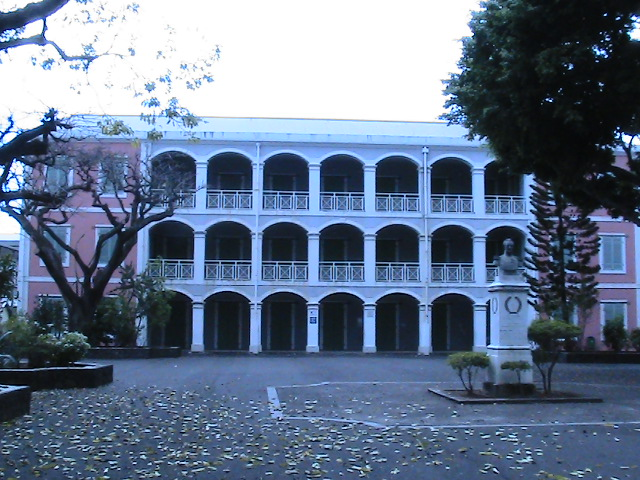
Collège Bourbon

Au traité de Paris du 30 mai 1814, l'île Bourbon est rendue à la France. Josselin Maingard est alors envoyé dans cette colonie comme directeur de l'Artillerie avec le titre de colonel. Il rencontre Pierre Bernard Milius, capitaine de vaisseau, gouverneur de Bourbon, qui accepte de parrainer la création du collège Royal de Bourbon.
Colonel en retraite, on lui confie la direction de l'établissement. Il avait d'ailleurs fondé à l'île de France, en 1790, l'École Centrale à Port-Louis.
Le collège royal compte au début 25 élèves et le personnel est placé sous sa responsabilité. Pierre Bernard Milius le charge d'élaborer le règlement concernant l'enseignement, les examens, la distribution des prix mais aussi les punitions. La cour d'honneur de son collège a vu passer des hommes comme : Raymond Barre, Jacques Vergès, Albert Lougnon, Auguste Legros, etc.
En 1820, il est élu vice-président de la société philotechnique, qui a pour mission, entre autres, de répandre le goût des arts et des sciences dans la colonie.
Attiré par la littérature et les belles lettres, il écrit des poèmes comme L'Étoile : 
L'Étoile
Ma belle étoile
Me ramène, amis, près de vous
Mais si l'avenir de son voile
Pouvait couvrir un jour plus doux
L'heureuse étoile
Josselin Maingard meurt le 18 mars 1838 à l'âge de 79 ans. Son épouse meurt le 10 octobre 1850.

## Hommages
Une statue de Josselin Maingard est inaugurée à Saint-Denis, le 13 août 1863 au Lycée impérial, devenu par la suite Lycée Leconte-de-Lisle puis Collège de Bourbon.